# محوطه دردیا
محوطه دردیا مربوط به هزاره ۴ قبل از میلاد - دوره اشکانیان - دوره ساسانیان است و در شهرستان پل‌دختر، بخش مرکزی، دهستان جایدر، روستای دردیا (کاوه کالی) واقع شده و این اثر در تاریخ ۱۵ دی ۱۳۸۷ با شمارهٔ ثبت ۲۴۲۶۱ به‌عنوان یکی از آثار ملی ایران به ثبت رسیده است.